# PGC 213645
LEDA/PGC 213645 ist eine Galaxie im Sternbild Sextant südlich der Ekliptik. Sie ist schätzungsweise 220 Millionen Lichtjahre von der Milchstraße entfernt.
Im selben Himmelsareal befinden sich u. a. die Galaxien NGC 3039 und NGC 3044.